# City of Hydra
Die City of Hydra war ein Kreuzfahrtschiff der griechischen Reederei Cycladic Cruises, das 1955 als Claymore für die schottische David MacBrayne Ltd. in Dienst gestellt wurde. Nach einer fast vierzigjährigen Dienstzeit wurde das Schiff 1993 ausgemustert und in Eleusis aufgelegt, wo es im November 2000 sank.

## Geschichte
Die Claymore wurde bei Denny & Bros im schottischen Dumbarton gebaut und am 10. März 1955 vom Stapel gelassen. Am 15. Juni 1955 wurde das Schiff an seinen Eigner übergeben und kurz darauf auf der Strecke von Oban über Tobermory, Tiree und Castlebay nach Lochboisdale eingesetzt.
1972 wurde die Claymore ausgemustert und für die nächsten vier Jahre lediglich als Reserveschiff eingesetzt, bis sie im April 1976 an Canopus Shipping mit Sitz in Piräus verkauft und in City of Hydra umbenannt wurde. Anschließend wurde sie in ein Kreuzfahrtschiff umgebaut.
Ab 1977 wurde das Schiff von der griechischen Reederei Cycladic Cruises für Kurzkreuzfahrten von Piräus nach Poros und Hydra eingesetzt. In diesem Dienst blieb das Schiff für 16 Jahre, bis es am 1. Februar 1993 ausgemustert und in Eleusis aufgelegt wurde.
Die City of Hydra blieb für sieben Jahre in Eleusis liegen, bis sie am 24. November 2000 aufgrund eines Lecks im Rumpf Schlagseite bekam und wenig später sank. Da das Wasser in der Bucht von Eleusis tief genug ist, wurde beschlossen, das Wrack nicht zu bergen.